# Shaved Fish
Shaved Fish — сборник лучших песен Джона Леннона за 1969—1974 годы, вышедший в 1975 году на лейбле Apple Records.

## Об альбоме
Shaved Fish стала последней пластинкой Леннона до его временного прекращения музыкальной карьеры. Некоторые песни с Shaved Fish до этого не появлялись на долгоиграющих пластинках.

## Список композиций
Автор всех композиций — Джон Леннон, если не указано иное.
1. «Give Peace a Chance» / Дайте миру шанс — 0:57
2. «Cold Turkey» / "Холодная индейка" (сленговое) — 5:01
3. «Instant Karma!» / Мгновенная карма — 3:21
4. «Power to the People» / Власть — народу — 3:21
5. «Mother» / Мать — 5:03
6. «Woman Is the Nigger of the World» (Джон Леннон/Йоко Оно) / Женщина—  рабыня мира — 4:37
7. «Imagine» / Представь себе— 3:02
8. «Whatever Gets You thru the Night» / Что заставляет тебя звонить по ночам? — 3:03
9. «Mind Games» / Игры разума — 4:12
10. «#9 Dream» / Мечта № 9 — 4:47
11. «Medley: Happy Xmas (War Is Over)/Give Peace a Chance (reprise)» (Джон Леннон/Йоко Оно) — 4:15